# Ronald Möbus
Ronald Wolf Möbus, auch bekannt unter den Pseudonymen Hellsturm und Wolf, ist ein deutscher Rechtsextremist und Musiker im Bereich National Socialist Black Metal (NSBM).

## Leben
Möbus ist der Sohn des ehemaligen CDU-Abgeordneten des Thüringer Landtags Walter Möbus. Von den insgesamt sechs Kindern der Familie ist er das älteste Kind. Er ist der Bruder von Hendrik Möbus.
Aufgewachsen war er in Sondershausen, zu Beginn der 1990er Jahre studierte er in Leipzig Jura.
Ronald Möbus veröffentlichte in den frühen 1990er-Jahren das Black-Metal-Fanzine Infernus, das im Zuge der medialen Aufmerksamkeit um Möbus’ jüngeren Bruder Hendrik und den Mordfall von Sondershausen wegen seiner kontroversen Inhalte selbst Aufmerksamkeit erregte. Es erschienen 4 Ausgaben, die inzwischen in Buchform nachgedruckt wurden.
Nach eigenen Angaben war Ronald Möbus eines der Gründungsmitglieder der Band Absurd, den Posten als Schlagzeuger habe er nach einigen Wochen an Hendrik übergeben, „um ihn in die Band zu integrieren, und wollte dann Bass spielen“. Zu hören ist er jedoch nur auf zwei Demo-Kassetten. Möbus spielte jedoch in den Bands Sacrifice Slaughtered Jesus, Wolfsburg (zusammen mit Richard Neu von Silencelike Death Productions, Siren, Lestat, Nidhöggsburg und dem Fanzine Viking Force) und Heldentum und übersetzte für Abyssic Hate aus Australien den Text eines Absurd-Lieds.
Nachdem Hendrik Möbus aus dem Gefängnis entlassen worden war, betrieben Ronald und er die Plattenfirma Darker Than Black Records und erregten durch gemeinsame Photographien im ehemaligen KZ Auschwitz, unter anderem mit Keltenkreuz- und Reichskriegsflaggen und vor den Verbrennungsöfen, Aufmerksamkeit. Ihre Aktivitäten wurden als Versuch angesehen, die Black-Metal-Szene zu politisieren, und führten dazu, dass sie im Thüringer Verfassungsschutzbericht 1999 aufgeführt wurden.
Bei den Absurd-Veröffentlichungen ab 2001 ersetzte Ronald Möbus den ursprünglichen Sänger Sebastian Schauseil.
2003 wurden Möbus’ Geschäftsräume von Beamten des thüringischen Landeskriminalamtes durchsucht, die Staatsanwaltschaft Gera ermittelte wegen Unterstützung einer verbotenen Vereinigung gegen ihn, er solle die verbotene deutsche Sektion von Blood & Honour unterstützt haben.
2003 stand er zudem mit seinem Bruder Hendrik vor dem Erfurter Landgericht. Während Hendrik wegen Volksverhetzung, Verunglimpfung des Andenkens Verstorbener und Verwenden von Kennzeichen verfassungswidriger Organisationen zu vier Jahren Haft verurteilt wurde, erhielt der bislang nicht vorbestrafte Ronald Möbus am 13. Mai eine Freiheitsstrafe, die für drei Jahre zur Bewährung ausgesetzt wurde.
Ronald Möbus betrieb zeitweise das rechtsextreme Musiklabel Nebelfee Klangwerke zusammen mit seiner ehemaligen Lebensgefährtin Heike Langguth. Das später unter dem Namen Nesselwang firmierende Label, das neben Absurd eine Reihe weiterer rechtsextremer, aber auch unpolitischer Bands vertrieb, war bis 2012 auf Robert Ullrich aus Gera angemeldet. Stand 2021 steht im Impressum die fascination media UG, deren Geschäftsführer Hendrik Möbus ist.
Seit 2019 betreibt er gemeinsam mit Paul M. (Leichenzug) die Black-Metal-Gruppe Der Tod und die Landsknechte, mit der er auch live auftritt.

## Diskografie
Mit Sacrifice Slaughtered Jesus
- 1994: The Return of Nidhögg (Demoaufnahme, 2010 wiederveröffentlicht auf Absurds Life Beyond the Grave: 1992–1994)

Mit Siren
- 1995: The Calling… (Demo, Gastgesang bei Der Wolf)

Mit Heldentum
- 1996: Totenburg / Die Eiche (Split-7” mit Absurd, Silencelike Death Productions)
- 2003: Waffenweihe (Blut & Eisen Productions, Nebelfee Klangwerke)

Mit Abyssic Hate
- 1998: Eternal Damnation (Darker Than Black Records; Übersetzung des Textes zu The Victory Is Ours, im Original Der Sieg ist unser von Absurd)

Mit Wolfsburg
- 1999: We Are Legion (Split-7” mit Barbatos, Silencelike Death Productions)

Mit Barad Dûr
- 1999: Dunkelheit (Darker Than Black Records; Produktion)

Mit Absurd
Alben
- 2001: Werwolfthron (Nebelfee Klangwerke)
- 2003: Totenlieder (W.T.C. Productions, Nebelfee Klangwerke)
- 2005: Blutgericht (W.T.C. Productions, Nebelfee Klangwerke; indiziert seit Juli 2011)
- 2008: Der fünfzehnjährige Krieg (W.T.C. Productions, Nebelfee Klangwerke, Darker Than Black Records; indiziert seit Dezember 2008[18])

EPs
- 2004: Raubritter (Christhunt Productions, Nebelfee Klangwerke)
- 2005: Grimmige Volksmusik (Nebelfee Klangwerke)

Split-Alben
- 2002: Wolfskrieger/Galdur Vikodlaks (mit Pantheon; Nebelfee Klangwerke)
- 2008: Weltenfeind (mit Grand Belial’s Key und Sigrblot; The Shitagogue Records, W.T.C. Productions; indiziert seit 31. Dezember 2010[19])

Zusammenstellungen
- 2007: Raubritter / Grimmige Volksmusik (Darker Than Black Records)
- 2010: Life Beyond the Grave: 1992–1994 (Doppel-CD mit allen Demos bis einschließlich 1994; Darker Than Black Records)